# Ulica Mennica w Bydgoszczy
Ulica Mennica w Bydgoszczy – ulica na dawnych wschodnich przedmieściach miasta lokacyjnego Bydgoszczy, położona w całości na obszarze Wyspy Młyńskiej.

## Położenie
Ulica znajduje się we wschodniej części Starego Miasta, pomiędzy miastem lokacyjnym a dawnym Przedmieściem Poznańskim. Rozciąga się na kierunku wschód-zachód, od zespołu spichrzów wyspy Młyńskiej do skrzyżowania z deptakiem prowadzącym do kładki Krzysztofa Klenczona, gdzie przechodzi w ul. Tamka. Jej długość wynosi ok. 380 m.

## Historia
Ulica Mennica powstała w końcu XIV w., podczas zagospodarowania wschodniej części wyspy Młyńskiej. W kolejnym stuleciu stała się częścią traktu łączącego bydgoskie Stare Miasto z młynami królewskimi poprzez Most Farny. W 1594 r. ulokowano przy niej zabudowania mennicy prywatnej, która w 1613 r. została przekształcona w Mennicę Królewską. Z planu Bydgoszczy wykonanego w 1657 r. przez Erika Dahlberga wynika, że istniał już wówczas drugi most przez Młynówkę, łączący ul. Mennica z ul. Ku Młynom. Na planie Gretha z 1774 r. most ten już jednak nie istnieje i w tym czasie jedynym połączeniem drogi z miastem lokacyjnym był stary Most Farny.
Czasy pruskie przyniosły dalszą zabudowę ulicy. W 1774 r. zbudowany został największy młyn wodny Herkules, zaś w 1789 r. wzniesiono Biały Spichlerz. W tym samym czasie powstały też budynki administracyjne oraz Dom Młynarza. W 1791 r. ul. Mennica ponownie zyskała połączenie z ul. Ku Młynom dzięki nowemu mostowi Młyńskiemu.
W latach 1815–1825 ulica została przedłużona na zachód po nowousypanej grobli, aż do ul. Focha. W późniejszym czasie odcinek ten otrzymał nazwę ul. Tamka. 
W 1842 r. wszystkie zabudowania przejęła administracja pruska, rozpoczynając przebudowę zabudowań ulicy. W latach 1848–1849 rozebrano stare młyny, a w ich miejsce wzniesiono duży kompleks młyński, dzisiaj zwany młynami Rothera. W 1859 r. powstał Czerwony Spichlerz, a w 1899 r. zbudowano willowy budynek mieszkalny dla członków zarządu młynów (ul. Mennica 7).
Po II wojnie światowej przy ulicy powstała przystań WKS "Zawisza", zaś w latach 60. XX wieku zasypano kanał Międzywodzie, likwidując bezimiennny most w jej ciągu. 

### Nazwy
Ulica w przekroju historycznym posiadała następujące nazwy:
- 1880–1920 - Mühlendamm
- 1920–1939 - Mennica
- 1939–1945 - Mühlendamm
- od 1945 - Mennica

Nazwa ulicy nawiązuje do Mennicy Bydgoskiej, działającej w latach 1594–1688.

## Zabudowa
| Nr | Obiekt                             | Adres       | Lata budowy           | Uwagi | Zdjęcie |
| -- | ---------------------------------- | ----------- | --------------------- | --- | ------- |
| 1. | Biały Spichlerz                    | Mennica 1/2 | 1789–1799             | Zbudowany na fundamentach spichlerza z XV wieku nad Brdą, z przeznaczeniem na magazyn zbożowy. Posiada gotyckie piwnice z ok. 1480 r. Od 1979 r. użytkowany przez Muzeum Okręgowe im. L. Wyczółkowskiego (w 1997 r. przekazany muzeum na własność), od 1992 r. mieścił się tu dział historii, obecnie Muzeum Archeologii.                                                                       |         |
| 2. | Stara kaszarnia i turbinownia      | Mennica 1/3 | 1898, 1923            | Kaszarnia stoi na fundamentach pierwszego młyna królewskiego z końca XIV w. Turbinownia została zbudowana dla potrzeb elektrowni wodnej wykorzystującej spadek rzeki Młynówki. |         |
| 3. | Karczma Młyńska                    | Mennica 1   | 1835                  | Obiekt magazynowy (spichlerz), potem wozownia. Mieści restaurację z werandą nad Młynówką. |         |
| 4. | Europejskie Centrum Pieniądza      | Mennica 4   | XVII wiek, 1786, 2008 | Budynek wzniesiony w XVII w., przebudowany w 1786 r. i na przełomie wieków XIX-XX na mieszkania dla urzędników młyna. Od 2008 r. użytkowany przez Muzeum Okręgowe im. L. Wyczółkowskiego, jako Europejskie Muzeum Pieniądza. |         |
| 5. | Centrum Pracy i Przedsiębiorczości | Mennica 6   | 1775–1800             | Dom zbudowany dla administracji młynów, przebudowany na przełomie wieków XIX-XX. Od 18 lutego 2008 r. użytkowany przez bydgoskie Centrum Pracy i Przedsiębiorczości. |         |
| 6. | Dom Wyczółkowskiego                | Mennica 7   | 1899                  | Wzniesiony jako budynek mieszkalny dla urzędników młyna. Od 1975 r. użytkowany przez Muzeum Okręgowe im. L. Wyczółkowskiego (Dział Numizmatyki, Dział Grafiki, Dział Inwentaryzacji, Pracownia Konserwacji, Pracownia Fotograficzna i Plastyczna). W 1994 r. przekazany muzeum na własność. Od 2009 r. urządzono w nim Muzeum Leona Wyczółkowskiego ze stylizowanymi wnętrzami z epoki.         |         |
| 7. | Czerwony Spichlerz                 | Mennica 8   | 1861                  | Zbudowany w miejscu, gdzie od XV wieku mieścił się młyn starościński, potem wark mennicy i ponownie XVIII-wieczne młyny. W obecnej formie wzniesiony jako tzw. Młyn Camphausena. Od 1979 r. użytkowany przez Muzeum Okręgowe im. Leona Wyczółkowskiego (urządzano sezonowe wystawy sztuki współczesnej), w 1997 r. przekazany muzeum na własność. Od 2008 r. mieści Galerię Sztuki Nowoczesnej. |         |
| 8. | Dom Młynarza                       | Mennica 8   | 1774                  | Dom zbudowany jako mieszkanie pracowników młyna. Od 1979 r. użytkowany przez Muzeum Okręgowe im. L. Wyczółkowskiego (Dział Etnografii i Dział Oświatowy, a od 1992 r. Dział Archeologii). W 1997 r. przekazany został muzeum na własność. Od 2008 r. mieści Centrum Informacji Muzealnej (dom ten rozebrano i odtworzono w poprzedniej postaci).                                                |         |
| 9. | Młyny Rothera                      | Mennica 10  | 1849–1851             | Państwowy młyn parowy i spichlerz mączny, od 1921 r. w gestii skarbu państwa polskiego, w latach 1928-1995 obiekt produkcyjny Państwowego Przedsiębiorstwa Zbożowo-Młynarskiego. |         |